# 蕊丝羊耳蒜
蕊丝羊耳蒜（学名：Liparis resupinata）为兰科羊耳蒜属下的一个种。

## 扩展阅读
- 維基物種上的相關：蕊丝羊耳蒜